# Nuraminis
Nuraminis (sardinski: Nuràminis) je grad i općina (comune) u pokrajini Južnoj Sardiniji u regiji Sardiniji, Italija. Nalazi se na nadmorskoj visini od 91 metar i ima 2 526 stanovnika.
 Prostire se na 45,18 km². Gustoća naseljenosti je 56 st/km².
Susjedne općine su: Monastir, Samatzai, Serramanna, Serrenti, Ussana i Villasor.